# Taipinus elatus
Taipinus elatus – gatunek chrząszcza z rodziny stonkowatych i podrodziny Chrysomelinae.
Gatunek tan opisany został w 2011 roku przez Mauro Daccordiego i Ge Siqina.
Chrząszcz o ciele długości 7,9 mm i szerokości 5,9 mm, ubarwiony metalicznie spiżowo z rudobrązowymi czułkami, odnóżami i elementami aparatu gębowego. Jego przedplecze odznacza się obecnością szczecinek czuciowych w tylnych i przednich kątach oraz rzadkim punktowaniem. Na pokrywach duże i grube punkty tworzą nieco nieregularne rzędy między którymi powierzchnia jest szagrynowana poprzecznymi zmarszczkami i drobno punktowana. Samiec ma regularnie zakrzywiony edeagus z trójkątną tylną krawędzią, smukłe i zesklerotyzowane flagellum oraz otwór bazalny długości ⅓ edeagusa. Samica o U-kształtnej spermatece.
Owad znany z Kuejczou, Kuangsi i Junnanu w Chinach.